# Avšalom Feinberg
Avšalom Feinberg (hebrejsky אבשלום פיינברג‎, ‎23. října 1889, Gedera – 20. ledna 1917, poblíž Rafy) byl jeden ze zakladatelů a vůdců židovské špionážní sítě Nili, založené v roce 1915 v Palestině za účelem podpory Spojeného království v boji proti Osmanské říši během první světové války. Skupina, zformovaná kolem vědce Aarona Aaronsohna, dokázala shromáždit rozsáhlé množství zpravodajských informací o rozmístění tureckých vojsk, politické a ekonomické situaci v zemi a mnohé další. Navázání a udržení kontaktu s Brity však nebylo snadné. Feinbergovi se v roce 1915 podařilo jako prvnímu domluvit spolupráci s britskou zpravodajskou službou v Egyptě. Komunikace však byla přerušena a skupině se opakovaně nedařilo s Brity spojit. Feinberg při jednom z těchto pokusů zahynul, když jej při cestě do Egypta počátkem roku 1917 na Sinajské poušti zastřelila skupina beduínů.
Informace, které se Nili po navázání spolupráce podařilo Britům předat, zásadně přispěly k britskému vojenskému vítězství nad Osmanskou říší. Uznání se však skupině dostalo až o desítky let později. Feinbergovy ostatky byly nalezeny teprve po šestidenní válce v roce 1967, v níž Izrael mimo jiné dobyl Sinajský poloostrov. V listopadu téhož roku se dočkal státního pohřbu na izraelském národním hřbitově na Herzlově hoře v Jeruzalémě.

## Mládí

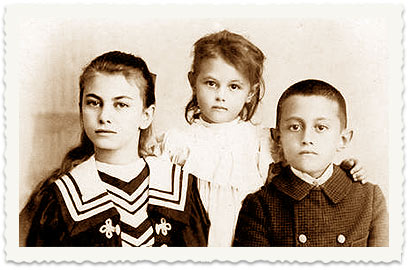
Devítiletý Feinberg se sestrami (zleva) Šošanou a Cilou, rok 1898

Narodil se v Gedeře v palestinské části Osmanské říše do rodiny ruských intelektuálů a sionistických průkopníků ze skupiny Bilu. Jeho rodiče, Jisra'el Feinberg a Fanja rozená Belkindová, do Palestiny přesídlili v roce 1882 v rámci první aliji a usadili se v Rišon le-Cijonu, kde patřili mezi zakladatele města. Po neshodě s tamním vedením Feinbergovi a několik dalších rodin Rišon le-Cijon opustili a vydali se zhruba dvacet kilometrů jižně, kde založili osadu Gedera, v níž se posléze Avšalom Feinberg narodil. Měl dvě sestry: starší Šošanu (1887–1982) a mladší Cilu (1894–1988). V dětství se s rodinou přestěhoval do přibližně 75 kilometrů na sever vzdálené nově založené osady Chadera, kterou pomáhali budovat. Nacházela se v oblasti malarických bažin, a život tam byl z počátku velmi tvrdý. Na místní poměry získal bohaté vzdělání. Studoval na škole Alliance israélite universelle a kromě toho měl několik dalších učitelů. Od dědy, Me'ira Belkinda, se mu dostalo židovské výchovy a vzdělání v oblasti Bible. Strýc Jisra'el Belkind, přední hebraista, jej učil hebrejštině, zatímco teta Olga Belkindová rozvíjela jeho francouzštinu. Nadto jej otec dal do školy k místnímu arabskému učenci, který ho učil Korán a arabštinu, díky čemuž dokázal hovořit a číst jako jakýkoli Arab. V patnácti letech ho rodiče poslali na čtyři roky studovat do Francie, kde se jeho přáteli mimo jiné stali spisovatel Charles Péguy a filosof Jacques Maritain.

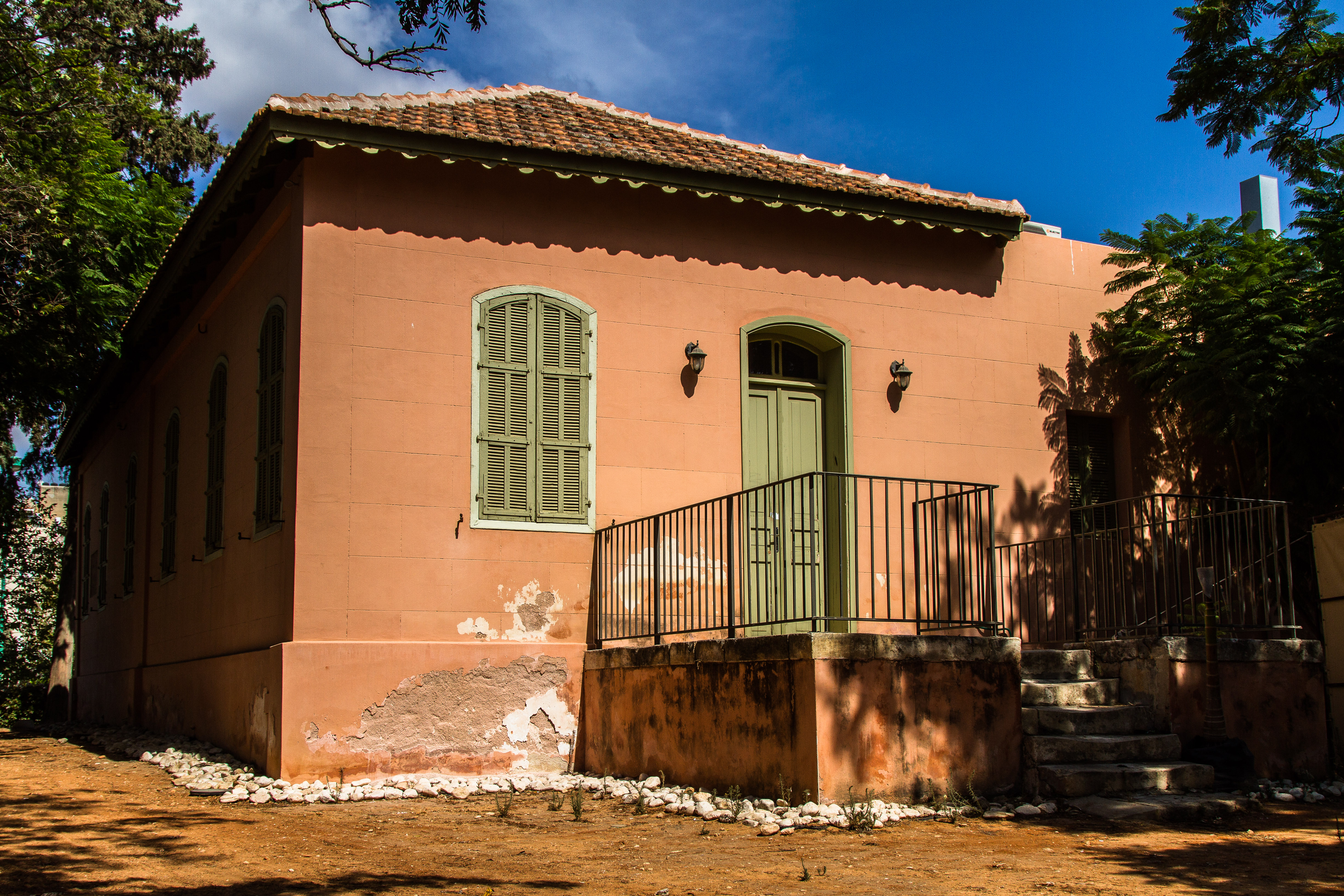
Dům v Chadeře, kde Feinberg vyrůstal

Po návratu měl často spory s otcem o budoucnosti Židů v Palestině. Nesouhlasil s jeho smířlivým postojem vůči Turkům a protivilo se mu pomalé vykupování pozemků pro rozvíjející se židovské osídlení a spoléhání se na zkorumpované úředníky. Věřil v nezbytnost svržení Osmanské říše a následnou ochranu Palestiny ze strany mocnosti typu Spojeného království. Byly chvíle, kdy jej zachvacoval smutek a samota. Vše se ale změnilo v roce 1911, kdy se seznámil s Aaronem Aaronsohnem (1876–1919). Tomuto o třináct let staršímu vědci se, díky jeho objevu divoké pšenice, dostalo věhlasu a podpory z celého světa, a získal přístup k nejvyšším představitelům Osmanské říše. Aaronsohn založil židovskou zemědělskou experimentální stanici v Atlitu, vzdáleném necelých 30 kilometrů severně od Chadery, v níž zkoumal původní zemědělské techniky používané v tomto regionu. Feinberg nejprve působil jako jeho asistent v Atlitu, aby se posléze stal vedoucím pobočky experimentální stanice, kterou Aaronsohn s jeho pomocí založil v Chadeře. Oba muži se velmi sblížili a Feinberg si v tomto smyslu poznamenal: „Když něco dělám pro Aarona, cítím, že něco dělám pro svou domovinu; domovinu, kterou miluje nadevše a vzdává jí hold, jako básník, jako kněz; domovinu, které dává celý svůj život.“

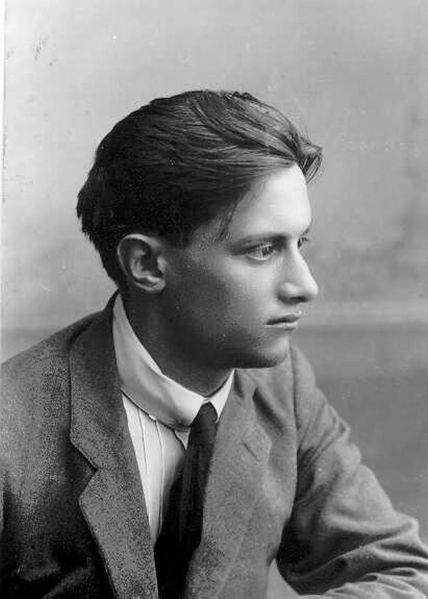
Mladý Avšalom Feinberg

Během jednoho purimového bálu se v Zichron Ja'akovu, kde žila Aaronsohnova početná rodina, seznámil s jeho sestrami Sárou (1890–1917) a Rivkou (1892–1981). Nejprve se zajímal o Sáru. Podle autorek Idy Cowen a Irene Gunther spolu zamilovaný pár trávil mnoho času a občas je doprovázela Rivka. Feinberg psal Sáře básně, milostné dopisy a jezdili spolu na projížďky na koních. Následující léto ji požádal o ruku, ale ona mu nedokázala odpovědět, ač jej milovala. Stejná situace se opakovala i v následujících měsících. Sára nad jeho nabídkami k sňatku váhala, až se začala vyhýbat situacím, kdy spolu byli o samotě, a Feinberg o ni začal ztrácet zájem. Když za ní přijel kvůli vyjížďce na koních, poslala místo sebe raději Rivku. S tou Feinberg postupně začal trávit čím dál tím víc času, až se z nich stal pár (některé zdroje uvádí, že se zasnoubili, jiné tvrdí, že k tomu nikdy nedošlo). Izraelský historik Šmue'l Kac naproti tomu partnerský vztah mezi Sárou a Feinbergem ve své podrobné publikaci o Nili vůbec nezmiňuje a letmo vzpomíná pouze vztah s Rivkou.
V té době se stal členem nově vzniklé skupiny Gideonim, tvořené mladými muži ze Zichron Ja'akovu, kteří měli za úkol bránit město a místní obyvatele před arabskými útoky. Podle staré židovské tradice nebylo v ortodoxní rodině možné, aby se mladší dcera vdala dříve než její starší sestra. Sára nechtěla stát své sestře ve štěstí, a tak se, přestože stále chovala city k Feinbergovi, v roce 1914 provdala za židovského obchodníka z Istanbulu, který byl jako vhodný nápadník představen jejímu otci. Teprve tehdy, když Sára s manželem odešla do Istanbulu, si Feinberg uvědomil, že si neměl vybrat Rivku, neboť stále choval city k její starší sestře. Nakonec se s ní nikdy neoženil.

## První světová válka
V červenci 1914 vypukla první světová válka, v níž se Osmanská říše postavila na stranu Centrálních mocností proti státům Dohody (tedy i Spojenému království). Aaronsohnovi poslali Rivku do bezpečí Bejrútu, kde působila jako kontakt svého bratra Aarona s americkým konzulem. V lednu 1915 šejch ze sousedního města falešně obvinil obyvatele Chadery z prodávání pšenice Britům. Turci následně pozatýkali třináct mladých mužů včetně Feinberga, aby je předvedli před vojenský soud v Jeruzalémě. Podle britského historika Jonathana Schneera byl zatčen z jiného důvodu, a to pro falešné obvinění, že kontaktoval britskou válečnou loď kotvící v Haifském zálivu. Během zatýkání se mu podařilo proklouznout a utéci do Zichron Ja'akovu, kde informoval Aaronsohna o jejich zatčení. Ten mu přislíbil využít svého vlivu a Feinberg se vrátil k ostatním zadrženým. Během transportu u něj propukla malárie. V jednu chvíli svému příteli, rovněž vězněnému Liovovi Schneersonovi, vyjevil svoji představu o pokračování války. Podle něj se musí Židé obrátit na Brity a pomoci jim v jejich válečném úsilí, a to jak informacemi, tak bojeschopnými muži. Když Schneerson poukázal na možná rizika takových aktivit, Feinberg mu odvětil: „Už teď nás chtějí odsoudit k trestu smrti. A za co? Pokud musíme zemřít, tak je lepší zemřít za něco, co jsme udělali.“. Následující den byli všichni na základě rozkazu z Jeruzaléma propuštěni, za což vděčili Aaronsohnově intervenci.

### Navázání kontaktu vEgyptě

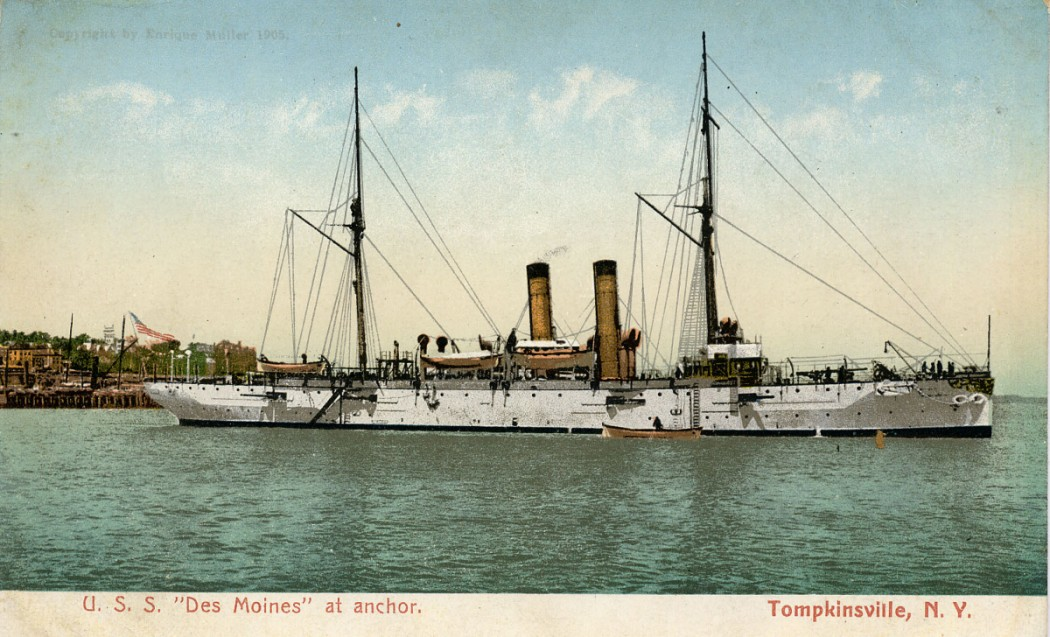
Křižník USS Des Moines, na němž Alex a Rivka Aaronsohnovi odpluli do Egypta

Jak válka pokračovala, bylo čím dál tím jasnější, že Britové netuší, co se v Osmanské říši děje. Na jaře 1915 se proto Aaronsohn rozhodl založit špionážní síť, sestávající zejména ze členů Gideonim, která by pro britské válečné účely shromažďovala zpravodajské informace. První praktický návrh k akci na podporu Britů nicméně vzešel od Feinberga. Aaronsohnovu plánu napomohla invaze sarančí pustinných (Schistocerca gregaria), která decimovala turecké zemědělství. Coby přední agronom byl pověřen Džamalem Pašou, jedním z vládců Osmanské říše a velitelem Čtvrté armády, bojem s tímto hmyzem. Díky tomu se dostal do úzkého kontaktu s nejvyššími vojenskými a civilními představiteli Palestiny, Libanonu a Sýrie, ale mohl tak i strategicky rozmisťovat členy skupiny po celé Palestině pod záminkou boje se sarančaty. Britskou zpravodajskou službu v Káhiře v srpnu 1915 oslovil jeho mladší bratr Alex (1888–1948), kterému se do Egypta podařilo odplout o měsíc dříve na padělané pasy se sestrou Rivkou na palubě americké válečné lodi USS Des Moines, která z Palestiny odvážela vyhoštěné Egypťany. Setkal se však s nezájmem, lhostejností a podezíravostí. S Rivkou nakonec odplul na Gibraltar, s cílem pokračovat do Spojených států amerických. Když již třetím měsícem neměli Aaron Aaronsohn s Avšalomem Feinbergem o Alexovi žádné zprávy, rozhodli se pokus o kontakt zopakovat. Možnosti, jak se do Egypta dostat, byly dvě, a to buď přes Sinajskou poušť nebo po moři. Feinberg se rozhodl pro druhou variantu, která se jevila snázeji proveditelná. Plán byl takový, že na rybářské lodi vypluje na otevřené moře, kde se nechá nabrat některou z lodí států Dohody. Aby zmátl podezřívavé arabské rybáře, zajistil si loď i s rybářem a doprovodem. Počátkem srpna 1915 již bylo vše domluveno, když Francie vyhlásila hermetickou námořní blokádu syrsko-palestinského pobřeží.
Po několika dnech se však v Haifě opět objevila loď USS Des Moines a Feinbergovi se na ní 30. srpna 1915 podařilo přes Krétu odplout do Egypta. Na rozdíl od Alexe však zamířil do Port Saidu, kde v námořní zpravodajské službě pracoval jako překladatel jeho známý. Tam se setkal s velícím důstojníkem poručíkem Wooleym, kterému popsal situaci. Wooley byl Feinbergem ohromen a „ani na chvíli nepochyboval o upřímnosti jeho záměrů či schopnosti dostát tomu, co nabízí“. Ač podle něj nebyla vhodná doba na realizaci Feinbergova plánu ozbrojeného povstání, souhlasil s využitím jejich skupiny pro sběr zpravodajských informací. Feinberg následně od Britů obdržel šifrovací signály, aby mohli komunikovat s jejich loďmi proplouvajícími kolem Atlitu. Od několika palestinských uprchlíků v Alexandrii se dozvěděl, že Rivka s Alexem čeká na Gibraltaru na loď do Spojených států (z Egypta odpluli tři dny předtím, než dorazil). Alex Aaronsohn se jej dopisem snažil přemluvit, aby se k nim přidal a ve Spojených státech společně v médiích bojovali proti Osmanské říši. To ale Feinberg odmítl a mimo jiné odpověděl: „Vím, že cíl, který jsme si stanovili, je obtížný, a že cesta k němu je dlouhá. To mne však netrápí. Můj cíl je uspět: buď zvítězit nebo zemřít.“ Počátkem listopadu 1915 se Feinberg vypravil do Atlitu na palubě malé francouzské válečné lodi, která plula kontaktovat špiony v libanonském Týru. Jedné noci, když loď doplula na úroveň Atlitu, jej námořníci ve člunu dopravili na břeh. Ve výzkumné stanici zastihl Aaronsohna, jemuž sdělil dobré zprávy. O deset dní později měla kolem Atlitu plout loď, která by od nich převzala připravené informace.

### Zatčení na Sinaji, Istanbul a shledání

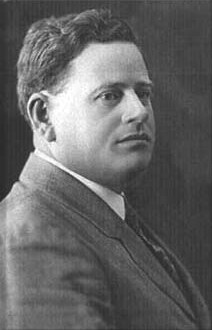
Aaron Aaronsohn

Aaronsohn byl prostřednictvím skupiny schopen shromáždit rozsáhlé informace o rozmístění tureckých vojenských útvarů, ekonomické a politické situaci v zemi, a mnohé další. Následující dny a týdny se však očekávaná britská loď neozývala, a přestože ji občas spatřili, nereagovala na jejich signály a oni nerozuměli těm britským. Feinbergem náročně navázaný kontakt byl přerušen. Jak se později ukázalo, Britové změnili způsob signalizace, o čemž měli atlitskou skupinu zpravit arabští špioni z Libanonu. Namísto toho se však rozhodli informaci zatajit. Aaronsohn a Feinberg začínali být zoufalí. Nevěděli, co se stalo, jaké jsou britské plány, a jaký bude osud Palestiny. Feinberg se nakonec rozhodl znovu vypravit do Egypta, tentokrát ale přes Sinajskou poušť. To znamenalo překonat tureckou frontu a oblast obývanou beduíny. Od Aaronsohna dostal doklad, díky němuž se, coby jeho asistent v boji proti sarančatům, mohl volně pohybovat po Palestině. Pouhé dva dny poté, co se vydal na cestu, dorazila do Zichron Ja'akovu Sára. Již delší dobu neměla zprávy ani o svých sourozencích, ani o Feinbergovi. V manželství navíc nebyla šťastná, a tak se 25. listopadu 1915 vypravila zpět domů. Cestou byla svědkem genocidy Arménů, což jí hluboce pohnulo a obávala se, aby stejný osud nepotkal palestinské Židy. Zhruba týden nato se Aaronsohnovi dozvěděli, že Feinberga zatkla turecká vojenská hlídka jen několik kilometrů od země nikoho podél Suezského průplavu, a že čeká na popravu ve vězení v Beerševě coby špion. Pomocí úplatků se Aaronsohnovi podařilo získat čas pro další jednání. To posléze vedlo k nepřímé intervenci Džamala Paši, díky níž byl Feinberg po třech týdnech věznění propuštěn.

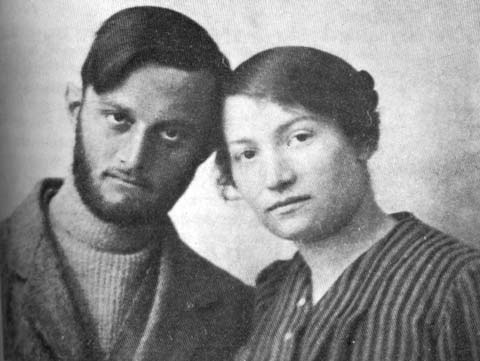
Avšalom Feinberg a Sára Aaronsohnová po jeho propuštění z vězení v Beerševě, leden 1916

V Zichron Ja'akovu se ke svému překvapení shledal se Sárou. Mezitím již vymyslel jiný plán, jak kontaktovat Brity. Chtěl se vypravit do Istanbulu, odtud přes Berlín do neutrálního Rumunska, a poté přes Spojené království do Egypta. Společně se Sárou se vypravil tuto myšlenku prodiskutovat s Aaronsohnem, jenž byl v té době ve velitelství Džamala Paši v Damašku. Aaronsohn mu Feinberga představil jako svého odborného asistenta pro boj s invazí sarančat, a sdělil mu, že jej potřebuje kvůli výzkumu vyslat do Rumunska. Džamal Paša sám mu povolení opustit zemi dát nemohl, ale poskytl mu doporučující dopis. Feinberg se poté vypravil do Istanbulu, kde se měsíc pokoušel získat povolení opustit zemi. Když se mu to konečně podařilo, obdržel naléhavý telegram od Aaronsohna, aby se vrátil zpět. Díky britské iniciativě se totiž opětovně podařilo navázat kontakt, a za tři týdny měla připlout loď. K tomu ale nakonec nedošlo. Až později vyšlo najevo, že byla po cestě torpédována.
Jak dny ubíhaly, chtěl se Feinberg vrátit do Istanbulu, avšak Aaronsohn o něčem podobném nechtěl ani slyšet, jelikož další pokus o opuštění země by již byl podezřelý. Osmanskou říši čím dál tím víc decimovala invaze sarančat, jejichž postup se nedařilo zastavit, a hrozil hladomor. V červnu 1916 se Aaronsohn rozhodl kontaktovat Brity sám, a zajistit tak mimo jiné potřebné zásoby jídla. Díky falešné zámince odcestoval do Evropy, kde však tajné jednání s britským velvyslancem v Kodani nepřineslo žádné výsledky. Skrze složitý postup, zahrnující zatčení a držení na Orknejích, byl převezen do Londýna, kde se v listopadu setkal s představiteli Scotland Yardu a ministerstva války. Podle Anity Engle měla Aaronsohnova návštěva v Londýně vliv na britskou blízkovýchodní politiku, v jejímž rámci britská vláda o rok později Balfourovou deklarací podpořila myšlenku zřízení „židovské národní domoviny v Palestině“. Mezitím vedení skupiny v Palestině převzali Avšalom Feinberg a Sára Aaronsohnová, kteří pracovali bok po boku. Vzájemně se milovali a po krátké době tvořili opět pár. Feinberg kromě jiného dále rozšiřoval řady špionážní sítě. Když jej s návrhem spolupráce rázně odmítli v sionistické obranné skupině ha-Šomer, obrátil se na potomky starousedlíků v Zichron Ja'akovu, a získal takto asi šest mužů a žen. Aaronsohn odjel z Londýna do Káhiry, kam dorazil 12. prosince 1916 na palubě lodi S.S. Karmala, pět měsíců poté, co opustil Zichron Ja'akov. Přestože měl doporučující dopis z britského ministerstva války, nebyla mu a jeho návrhům věnována větší pozornost. Pohrdaví a podezřívaví Britové v něm vzbuzovali rozčarování a zahořklost. Až posléze vyšlo najevo, že celou dobu jednal s lidmi, kteří o ničem nerozhodují. Britští velitelé hned nato nařídili obnovit kontakt s Atlitem. Tohoto úkolu se zhostila loď Goeland, která z Egypta vyplula 24. prosince 1916 s Aaronsohnem na palubě. Moře u Atlitu ale bylo rozbouřené a ani následující noc se nešlo dostat na břeh, kvůli čemuž skupina neměla od Aaronsohna již pátým měsícem žádnou zprávu. To ještě více umocňovalo frustraci v Atlitu, kde se potýkali s akutním nedostatkem finančních prostředků. Feinbergovi již docházela trpělivost, a s ohledem na zodpovědnost, kterou cítil vůči všem v jejich skupině, se rozhodl sám kontaktovat Brity a na cestě do Egypta překročit Sinajskou poušť.

### Smrt na Sinaji

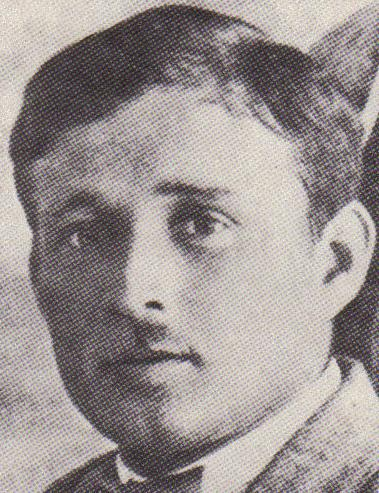
Josef Lišanski, který s Feinbergem byl jako poslední

Sára Aaronsohnová s jeho plánem nesouhlasila a marně se mu jej snažila rozmluvit. Společně s ním na cestu vyrazil také Josef Lišanski (1890–1917), patřící mezi přední členy skupiny. Ten mezitím koupil velbloudy a sehnal beduínského průvodce. Plán byl takový, že Sinaj překročí v přestrojení za beduíny. Před odjezdem nechal Feinberg v Atlitu vzkaz pro poručíka Wooleyho pro případ, kdyby se v jeho nepřítomnosti podařilo znovunavázat kontakt. V něm napsal:
| „ | Rozhodl jsem se, děj se co děj, překročit poušť a spojit se s Vámi. Musím vyrazit na svůj poslední závod. Nezapomeňte prosím, že to vše činím ve jménu jeho veličenstva Jiřího V., krále Anglie, který je mých očích již dnes korunovaným králem Palestiny a Mezopotámie. Bližší podrobnosti se dozvíte od mých přátel ve stanici [v Atlitu], kteří budou od zítřka Vašimi druhy ve zbrani! | “ |

Feinberg opustil Atlit 4. ledna 1917, pouhých devět dní poté, co se Aaronsohn na palubě lodi Goeland neúspěšně pokusil znovunavázat kontakt. S Lišanskim vyrazili na cestu 13. ledna (podle jiného zdroje až 20. ledna) z vesnice Ekron (případně z Beerševy nebo Be'er Tuvji u Ašdodu). Cestovali hlavně v noci, přičemž přes den se snažili skrývat. Následující sled událostí popisují různé zdroje s jistými rozdíly, přičemž vycházejí z Lišanského vyprávění.
Podle Anity Engle skupina během své výpravy nikterak nepoutala pozornost tureckých vojáků. V noci trojice překročila turecké linie a vstoupila na území nikoho u vesnice Šajch Zuvajd mezi Rafou a El-Aríšem. Průvodce jim poté řekl, že se ztratili, a jelikož pro oblačnost nebyly vidět hvězdy, rozhodli se vyčkat do úsvitu. V tom je přepadla skupina beduínů, podle Lišanského čítající možná třicet až čtyřicet osob. Požadovali vydání průvodce v rámci krevní msty mezi jejich kmeny. Feinberg to odmítl, načež došlo k roztržce. Průvodce vyběhl směrem ke skupině beduínů, a Feinberg, tušící zradu, jej skolil výstřelem. Poté vypukla přestřelka, při níž byl Lišanski těžce zraněn a upadl v bezvědomí. Feinberg se ještě chvíli bránil, ale záhy mu došly náboje a byl smrtelně raněn. Když se Lišanski probral, byli všichni pryč. V bolestech se plazil, až narazil na britskou hlídku, která jej odvedla do Port Saidu, kde se 25. ledna setkal s Aaronsohnem a sdělil mu tragickou novinu. Podle Idy Cowen a Irene Gunther trojici přepadla skupina beduínů a zbytek událostí popisují stejně až do okamžiku, kdy byli Feinberg s Lišanskim zasaženi. Oba měli následně předstírat, že jsou mrtví, dokud beduíni neodešli. Feinberg byl těžce raněn a Lišanski jej krátce nesl na zádech, až již pro svá zranění nemohl dál, a o hodinu později mu Feinberg zemřel v náručí. Jeho poslední slova měla být adresovaná Sáře: „Řekni jí, že to bude muset dělat sama. Řekni jí, že to nesmí vzdát.“ Izraelský historik Šmu'el Kac naproti tomu popsal, že průvodce dvojici opustil, a oni nevěděli, kde se nachází. Druhého dne je přepadla skupina beduínů a oba postřelila. Feinberg byl těžce raněn a nemohl mluvit, a Lišanskému měl naznačit, aby utekl. Ten se o to nakonec pokusil, ale opět jej střelili, načež ztratil vědomí. Objevila jej až hlídka, která ho odvedla do Port Saidu.
Aaronsohn byl ze zprávy zdrcen. Zařídil vyslání hlídky do míst, kde došlo k přestřelce, ale ta Feinbergovo tělo nenašla. Uvědomoval si, jaké by zpráva o jeho smrti mohla mít v Palestině dopady, a rozhodl se, že ji zatají (výjimku tvořilo několik nejbližších lidí).

### Skupina po Feinbergově smrti

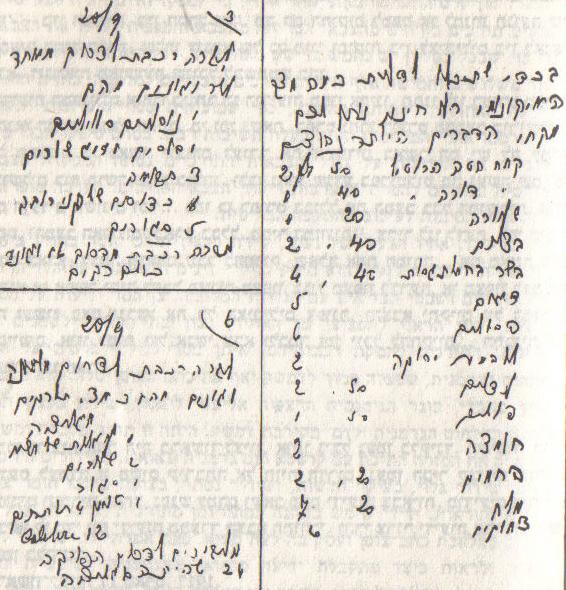
Zpravodajské informace zaznamenané členem Nili z Afuly, Aaronsohnovým bratrancem Davidem Sokolovicem, obsahující mimo jiné údaje o železničních spojích a jejich nákladu

Nedlouho po Feinbergově smrti se Britům podařilo obnovit kontakt s Atlitem. Tehdy rovněž vznikl název skupiny. Britové po Aaronsohnovi chtěli heslo, kterým by se jeho lidé identifikovali. Ten požádal o radu Liovu Schneersona, ještě zdrceného zprávou o skonu jeho přítele. Schneerson otevřel na náhodné stránce Bibli, kterou kdysi dostal od Feinberga, a to zrovna na patnácté kapitole 1. knihy Samuelovy. V té jej zaujala část dvacátého devátého verše נצח ישראל לא ישקר‎ (Necach Jisra'el lo ješaker, v ekumenickém překladu „Věčný Bůh Izraele neklame“), z něhož vytvořil akronym Nili (ניל"י‎). Sára Aaronsohnová se zprávu o Feinbergově smrti dozvěděla od Lišanského, který připlul z Egypta na britské lodi Monegan. Hluboce ji zasáhla a změnila; „od té chvíle přestala být veselou, citlivou, rozumnou mladou ženou, jak ji všichni znali. Byla jako ze železa a neexistovalo lidské síly, která by ji odvedla od jejího úkolu.“ Potýkat se přitom musela s rostoucí animozitou ze strany palestinského židovského obyvatelstva, která pramenila především z obav z případné turecké reakce, která by na Židy bezesporu dopadla v případě odhalení skupiny. V živé paměti totiž lidé měli genocidu Arménů a Nili vyčítali, že svou činností, která nebyla koordinovaná s židovskými představiteli, ohrožuje celé židovské osídlení Palestiny.
Aaronsohn mezitím setrval v Egyptě, kde se v britském generálním štábu zásadním způsobem podílel na přípravě britské vojenské ofenzivy v Palestině. Mezi únorem a říjnem 1917 k břehům Atlitu v noci připlouvala loď Monegan, aby od skupiny přebírala shromážděné informace a předávala jí dopisy, noviny, instrukce, peníze a zlato. Finanční prostředky a zlato sloužily z malé části pro pokrytí výdajů Nili, většina však byla využita na zlepšení situace strádající a mnohdy hladovějící palestinské židovské populace, a od skupiny je přebíral Me'ir Dizengoff. Nili, coby zpravodajská síť, neměla klasickou vojenskou strukturu či posloupnost velení. Výjimku tvořili tři lidé v popředí. Aaronsohn z Egypta své sestře Sáře posílal instrukce, rady a požadavky, a ty byly následně skrze Lišanského zadávány agentům v terénu. Jádro skupiny v této době tvořilo asi třicet lidí, kteří se práci pro Nili věnovali na plný úvazek, a řada dalších lidí, kteří pracovali jen občasně.

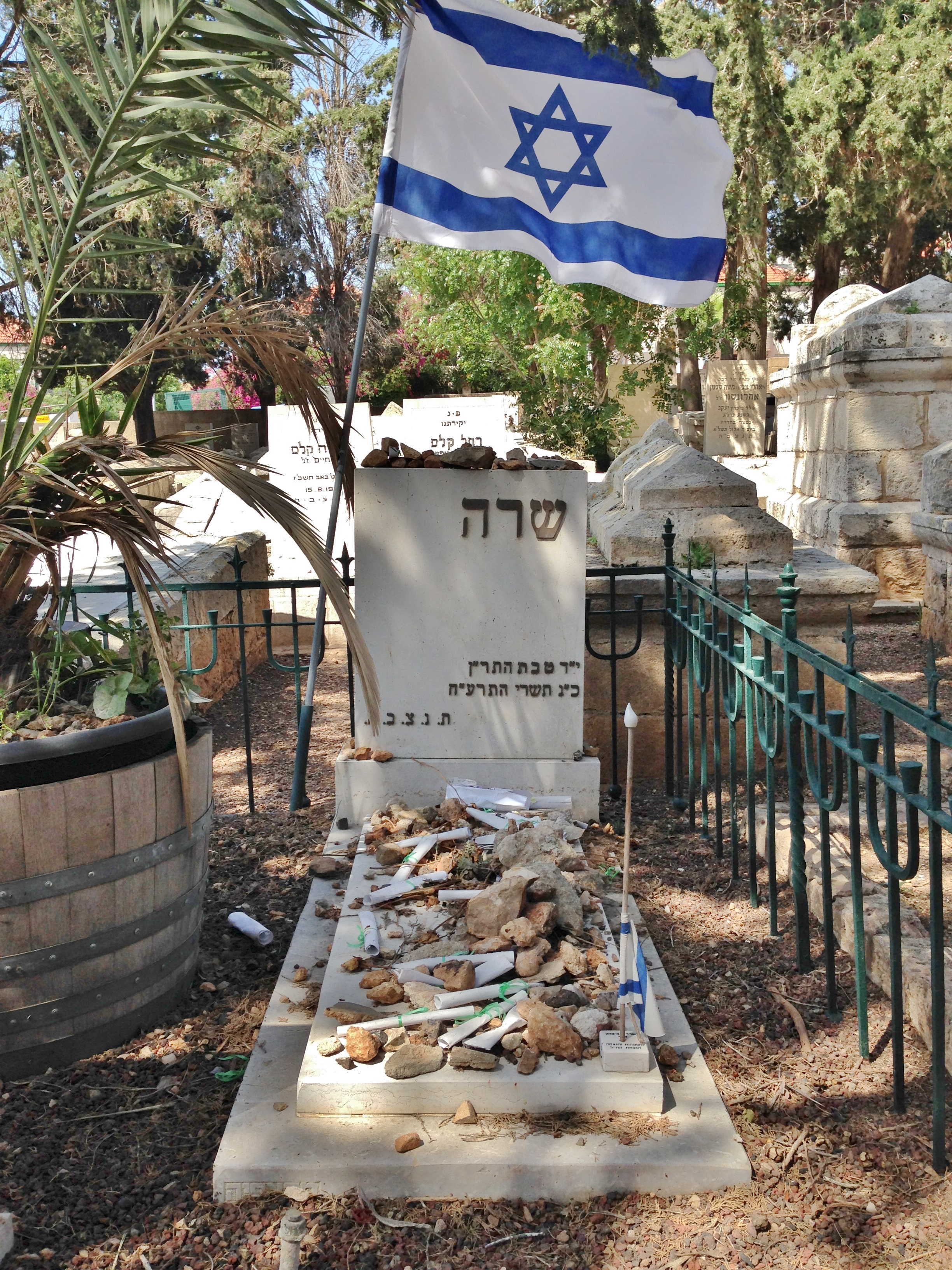
Hrob Sáry Aaronsohnové v Zichron Ja'akovu

Komunikace skrze Monegan byla posléze, s ohledem na nevyzpytatelnost počasí (při rozbouřeném moři nešlo přistát) a urgentnost některých informací, doplněna o využívání poštovních holubů. Ti však ne vždy nalezli cestu do britského vojenského tábora na Sinaji, kam měli doletět. Počátkem září 1917 jeden z holubů usedl v holubníku policejního velitele v Caesareji, asi dvacet kilometrů jižně od Atlitu, díky čemuž se Turci zmocnili šifrované zprávy, jež nesl. V první polovině měsíce zároveň jeden z členů Nili vyzradil informace o skupině a jejích aktivitách. Byl jím Feinbergův bratranec Na'aman Belkind (1889–1917), který nevěřil vysvětlením jeho zmizení, jichž se mu od členů skupiny dostalo, a vydal se o něm zjistit více informací do Egypta. Na Sinaji jej však zadrželi beduíni, kteří ho předali Turkům. Ti na něj nastražili lest, a Belkind, omámen vínem s hašišem, vyzradil vše. Turci poté zahájili rozsáhlé pátrání s cílem dopadnout skupinu špionů. Dne 2. října obklíčili Zichron Ja'akov a zatkli Sáru Aaronsohnovou a postupně i zbývající členy Nili v Palestině, jimž se nepodařilo utéct či ukrýt. Následně je mučili, aby vyzradili své spolupracovníky. Aaronsohnová však vzala všechnu vinu na sebe a odmítala cokoliv prozradit. Po třech dnech krutého mučení se nechala stráží pod záminkou převlečení zkrvaveného oblečení odvést do svého domu, kde se ukrytou zbraní pokusila spáchat sebevraždu. Smrt však nebyla okamžitá a v bolestech zemřela až o čtyři dny později 9. října 1917. Rukou Turků přišli o život Na'aman Belkind a Josef Lišanski, kteří byli 16. prosince 1917 popraveni v Damašku, a to pouhý den předtím, než Britové dobyli Jeruzalém. Ostatní věznění členové Nili byli nakonec buď propuštěni či osvobozeni po britské invazi.
Díky klíčovým zpravodajským informacím od Nili provedla britská armáda pod vedením generála Edmunda Allenbyho překvapující útok na Beerševu a posléze dobyla Jeruzalém i celou Palestinu. Aaron Aaronsohn po skončení první světové války spolupracoval s Chajimem Weizmannem. V roce 1919 se měl zúčastnit Pařížské mírové konference, avšak jeho letadlo se na cestě z Londýna zřítilo nad Lamanšským průlivem a on při neštěstí zahynul. Rivka Aaronsohnová se vrátila ze Spojených států amerických do Zichron Ja'akovu, kde v domě své rodiny pomohla vybudovat muzeum Nili (více informaci v sekci Památka). Nikdy se nevdala.

## Nalezení ostatků a pohřeb

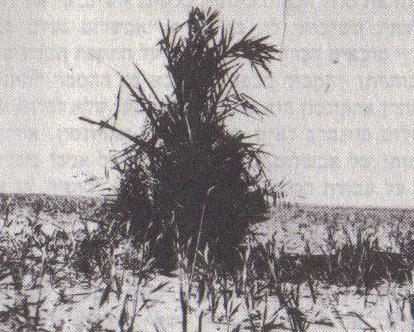
Datlovník, pod nímž byly nalezeny Feinbergovy ostatky

Od Feinbergovy smrti uplynuly desítky let, během nichž nakonec vznikl nezávislý židovský stát. Osud Feinberga a místo jeho posledního spočinutí však zůstávaly stále neznámé. V roce 1960 se jeho hrob rozhodl vypátrat izraelský policejní důstojník Šlomo Ben-Elkana, který doufal, že se tak mimo jiné podaří vyvrátit zvěsti, že Feinberga ve skutečnosti zavraždil Josef Lišanski, aby se tak zbavil soka v lásce k Sáře Aaronsohnové. Zjistil, že již v roce 1931 železniční inženýr z Haify prohlásil, že mu místo Feinbergova hrobu prozradil beduín z rumeilatského kmene. Na základě kusých informací začal studovat mapy a doufal, že s pomocí beduínů by jej bylo možné nalézt. Coby policista nicméně nemohl pokračovat v pátrání, na němž byl osobně zainteresován, a navíc se hrob nacházel na území nepřátelského Egypta. Vše se změnilo v roce 1967 v souvislosti s šestidenní válkou, v níž Izrael dobyl mimo jiné také Sinajský poloostrov, a Ben-Elkana převeleli k armádě, kde mu jeho velící důstojník pátrání povolil. Následně se obrátil na šejcha z nasajratského beduínského kmene, který patřil mezi nejvlivnější a nejrespektovanější beduínské představitele v oblasti, s prosbou o nalezení místa označovaného jako „hrob Žida“ a vypátrání toho, co se tehdy stalo. Po nějaké době dostal v říjnu 1967 od šejcha odpověď:
| „ | Krátce předtím, než Britové dobyli Rafu, seděli dva turečtí vojáci (či policisté) ve stanu šejcha Salameha Abú Safry v Sananě (…), když dovnitř vběhl beduín, křičící „špióni, špióni“. Dva cizinci, oblečení jako Beduíni, kráčeli směrem k britským liniím. Množství Turků a beduínů za nimi vyrazilo a dopadlo je. Došlo k přestřelce. Jeden z cizinců byl raněn a padl k zemi, druhý zvládl utéct. Zraněný muž, bojující o svůj život, střelil jednoho z Turků do ruky, ale byl přemožen. Turkové jej střelili do hlavy a on na místě zemřel. Sdělili, že onen muž byl Žid, a nařídili jeho pohřeb. O rok později byli beduíni překvapeni, když zjistili, že z hrobu vyrůstá palma. Řekli si, že muselo jít o čestného muže a místo proto nazvali „hrob Žida“. | “ |

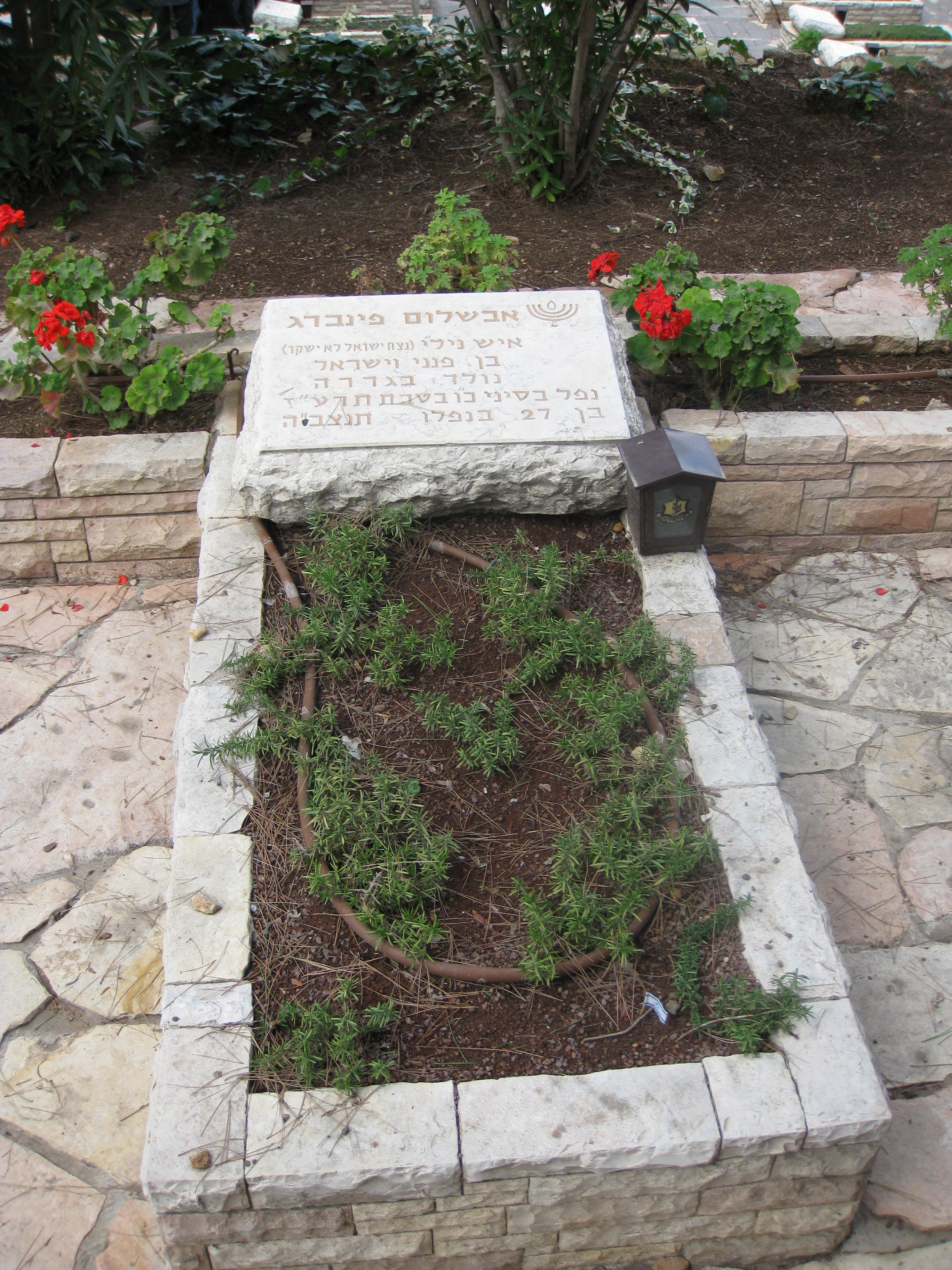
Feinbergův hrob na Herzlově hoře v Jeruzalémě

Šejch rovněž Ben-Elkanovi sdělil jména několika beduínů, kteří byli očitými svědky celé události, a ti jej zavedli na hledané místo. Při odkrývání ostatků vyšlo najevo, že osiřele rostoucí datlovník vyrostl z datlí, které měl Feinberg v kapse, když se vydal na cestu do Egypta. Ben-Elkana poté nechal ostatky převézt do Institutu forenzní medicíny v Tel Avivu, kde jejich ohledání provedl profesor Karpelus. Na základě tělesné výšky a dvou specifických zranění (nalomený zub a poranění prstu od střelné rány) bylo prokázáno, že se skutečně jedná o ostatky Avšaloma Feinberga.
Část Feinbergovy rodiny požadovala, aby jeho ostatky byly opětovně pohřbeny pod stejným datlovníkem na Sinajské poušti, zatímco zbylá část se obávala, že by se jeho hrob jednou mohl ocitnout mimo hranice Izraele, a trvala na státním pohřbu na národním hřbitově na Herzlově hoře v Jeruzalémě. Tehdejší izraelský premiér Levi Eškol nebyl z této myšlenky nadšený, ale nakonec svolil. Při státním pohřbu s plnými vojenskými poctami, jehož se zúčastnily tisíce lidí, byly Feinbergovy ostatky 29. listopadu 1967 uloženy na Herzlově hoře. Během obřadu pronesl projev předseda Knesetu Kadiš Luz. Teprve tímto okamžikem si étos Nili podle deníku Jedi'ot achronot získal obdiv celého národa. Pět měsíců po pohřbu udělil prezident Zalman Šazar při příležitosti Dne nezávislosti všem přeživším členům Nili vojenské vyznamenání.

## Památka
V roce 1956 byl dům Aaronsohnových v Zichron Ja'akovu přeměněn na muzeum Nili, též známé jako Bejt Aaronsohn (בית אהרונסון‎). Zachycuje, jak v něm rodina Aaronsohnových žila, ale rovněž představuje historické dokumenty, činnost a aktivity jak celé skupiny, tak jejích jednotlivých členů. V roce 1998 prošlo muzeum renovací. Od roku 2008 existuje v domě Feinbergových v Chadeře muzeum, známé jako Bejt Feinberg (בית פיינברג‎). Zaměřuje se na historii této rodiny sionistických průkopníků, včetně Avšaloma Feinberga.
V roce 1979 byla na Feinbergovu počest pojmenována izraelská osada Avšalom (dříve Merkaz Sadot a Jad On) v bloku osad Chevel Jamit nacházejících se na Sinajském poloostrově jihovýchodně od města Jamit. V důsledku egyptsko-izraelské mírové smlouvy však Izrael musel Egyptu poloostrov vrátit, a tak došlo roku 1982 k evakuaci Avšalomu. V roce 1990 byla v Izraeli v blízkosti Pásma Gazy založena nová osada stejného názvu. Mimo to nesou jeho jméno ulice v řadě izraelských měst, a to například v Beerševě a Hod ha-Šaronu.
V roce 1981 došlo k zavedení vojenské stuhy Nili, která je udílena osobám, jenž byly členy skupiny v letech 1915 až 1917. O pět let později se na izraelské hudební scéně objevila píseň Elef nešikot (אלף נשיקות‎, doslova „tisíc polibků“) zpěváka Jehorama Ga'ona, jejíž název byl inspirován frází z milostného dopisu, který Feinberg poslal Rivce Aaronsohnové.

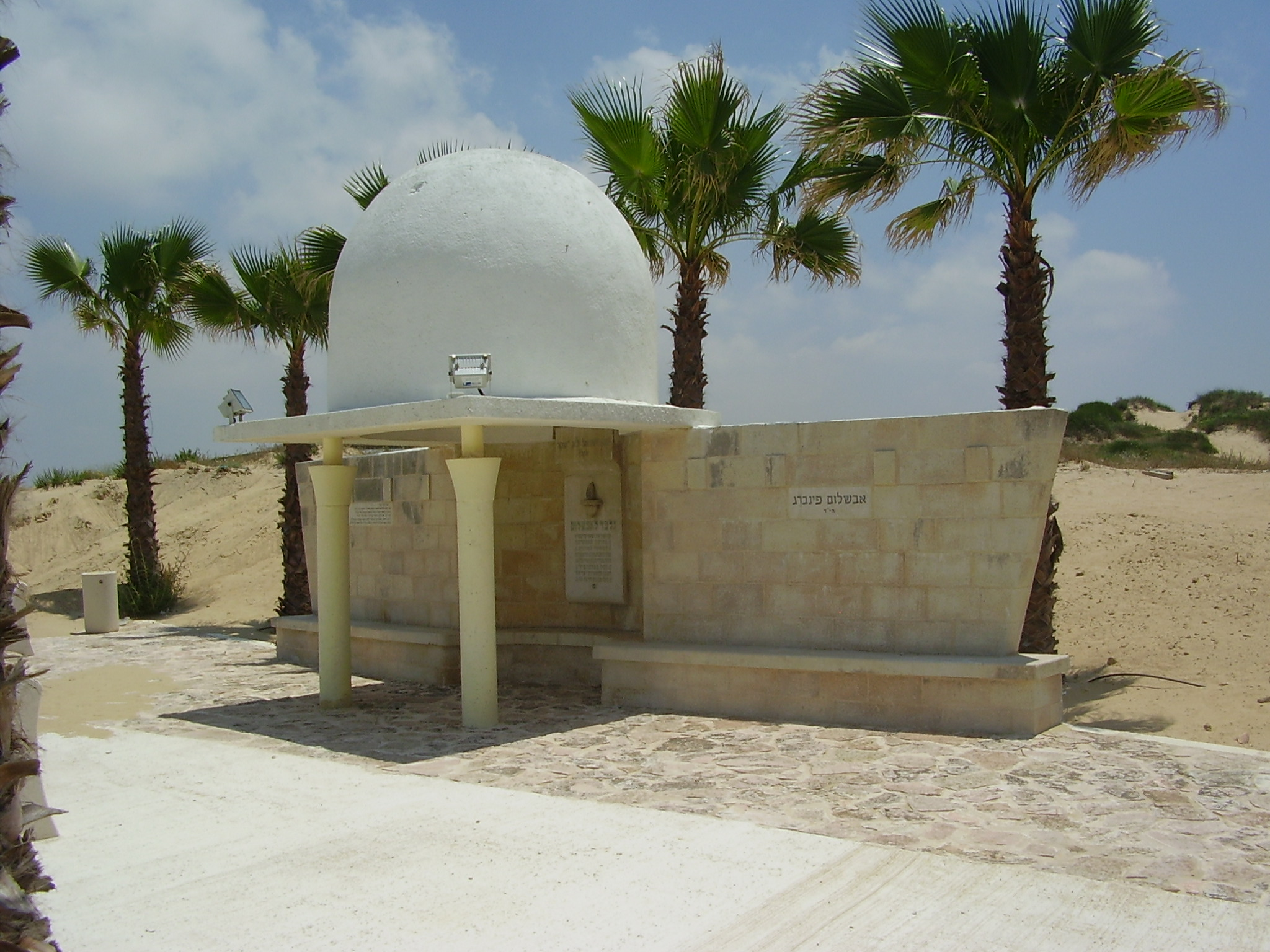
Feinbergův památník v Chadeře
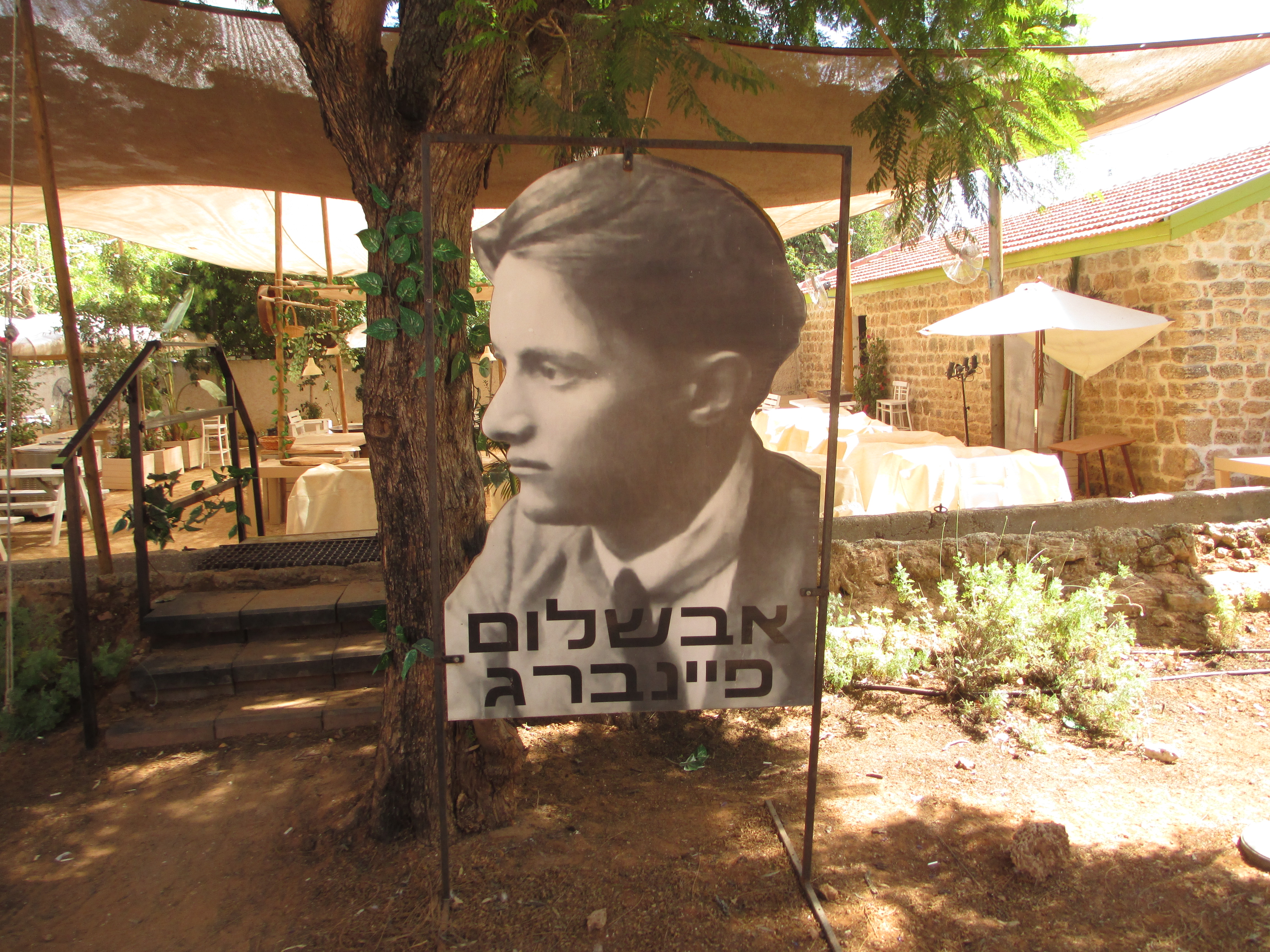
Portrét v Bejt Feinberg
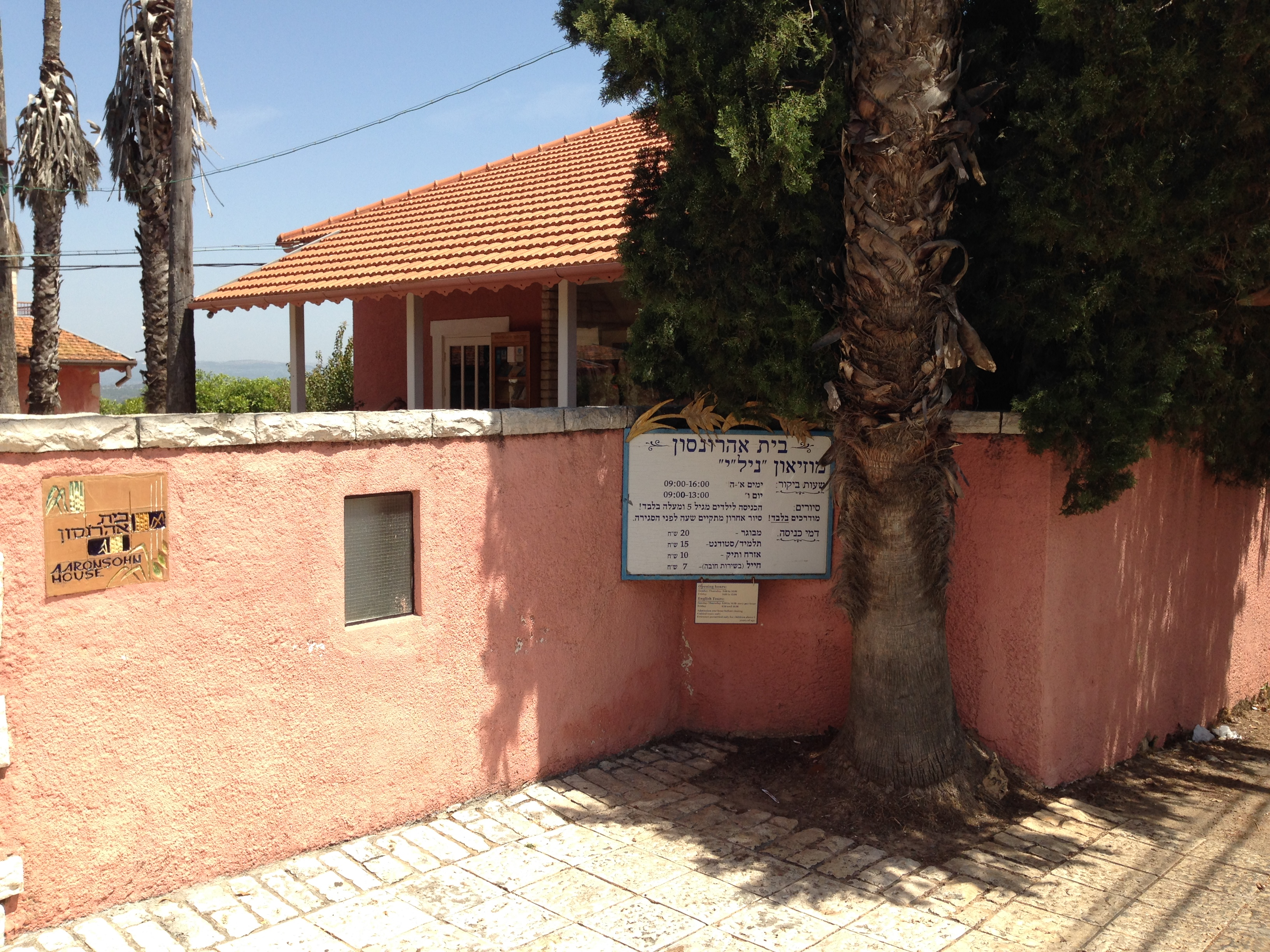
Bejt Aaronsohn (Muzeum Nili)
Vojenská stuha Nili